# FK Javor Ivanjica
Javor Ivanjica (vollständiger offizieller Name auf Serbisch: Фудбалски клуб Јавор Ивањица, Fudbalski klub Javor Ivanjica), auch als Javor bekannt, ist ein serbischer Fußballverein aus Ivanjica, der in der SuperLiga spielt, der höchsten Spielklasse des Landes. Der Klub ist nach dem Javor-Gebirge benannt, das in Zentralserbien direkt neben Ivanjica liegt. Das Wort Javor an sich bedeutet auf Serbisch Ahorn.

## Geschichte
Der Club wurde 1912 von serbischen Studenten gegründet und gehört zu den ältesten Fußballvereinen Serbiens. Der erste große Erfolg wurde zwischen 1958 und 1962 erzielt, als Javor zum ersten Mal in der zweiten jugoslawischen Liga spielte. Ein weiterer großer Erfolg in der Geschichte des Vereins geschah während der Saison 2001/02, als der Aufstieg in die erste Liga erreicht wurde. Nachdem Javor Ivanjica in der Saison 2004/05 wieder abgestiegen war, wurde der Verein in der Saison 2007/08 Meister der Prva Liga, der zweiten serbischen Liga, und stieg damit in die SuperLiga auf, die höchste Liga des Landes. Dabei erreichte der Javor in der Aufstiegssaison eine erstaunliche und einzigartige Bilanz, denn er verlor während der 34 Spieltage kein einziges Spiel.

## Sponsoren
Von 2005 bis 2011 wurde Javor durch das Pharma-Unternehmen Habitpharm finanziert und trug dessen Namen auch als Teil des Vereinsnamens. Seit 2011 heißt der Verein wieder Javor Ivanjica.

## Sportliche Erfolge
- Meister der zweiten Serbischen Liga 2008